# 1896년 하계 올림픽 테니스
1896년 하계 올림픽 테니스는 그리스 아테네에서 개최된 1896년 하계 올림픽의 종목이다. 1896년 4월 8일부터 11일까지 네오 팔리론 벨로드롬과 아테네 론 테니스 클럽에서 진행되었다. 6개국에서 13명의 선수가 참가하였으며 남자 경기만 열렸다.

## 경기장
| 도시   | 경기장                | 원어명                      | 로마자명                |
| ------ | --------------------- | --------------------------- | ----------------------- |
| 아테네 | 네오 팔리론 벨로드롬  | Νέο Φάληρο Ποδηλατοδρόμιο   | Neo Phaliron Velodrome  |
| 아테네 | 아테네 론 테니스 클럽 | Όμιλος Αντισφαίρισης Αθηνών | Athens Lawn Tennis Club |

## 세부 종목
1896년 하계 올림픽 테니스의 세부 종목은 아래와 같으며, 남자 경기만 진행되었다.
| - 단식 - 남자 단식 | - 복식 - 남자 복식 |

## 참가국
6개국에서 13명의 선수가 참가하였다.
- 그리스 (7명)
- 독일 (1명)
- 영국 (2명)
- 오스트레일리아 (1명)
- 프랑스 (1명)
- 헝가리 (1명)

## 메달 집계

### 최종 순위
| 순위 | 국가   | 금메달 | 은메달 | 동메달 | 합계 |
| ---- | ------ | ------ | ------ | ------ | ---- |
| 1    | 혼성   | 1      | 0      | 1      | 2    |
| 2    | 영국   | 1      | 0      | 0      | 1    |
| 3    | 그리스 | 0      | 2      | 1      | 3    |
| 4    | 헝가리 | 0      | 0      | 1      | 1    |
| 합계 | 합계   | 2      | 2      | 3      | 7    |

### 메달리스트
| 종목             | 금                                                | 은                                                                     | 동                                          |
| ---------------- | ------------------------------------------------- | ---------------------------------------------------------------------- | ------------------------------------------- |
| 남자 단식 자세히 | 존 피우스 볼랜드 · 영국                           | 디오니시오스 카스다글리스 · 그리스                                     | 콘스탄티노스 파스파티스 · 그리스            |
| 남자 단식 자세히 | 존 피우스 볼랜드 · 영국                           | 디오니시오스 카스다글리스 · 그리스                                     | 터퍼비츠저 몸칠로 · 헝가리                  |
| 남자 복식 자세히 | 혼성 (ZZX) · 존 피우스 볼랜드 · 프리드리히 트라운 | 그리스 (GRE) · 데메트리오스 페트로코키노스 · 디오니시오스 카스다글리스 | 혼성 (ZZX) · 에드윈 플랙 · 조지 S. 로버트슨 |

복식 팀의 페트로코키노스와 카스다글리스는 IOC 결과 DB에서는 혼성팀으로 나와있다. 카스다글리스는 단식 종목 DB에서는 그리스 선수로 나와있다. 단식 종목에서 메달을 따지 못한 페트로코키노스는 IOC DB에서 어떤 나라사람인지 나와있지 않다. 하지만 페트로코키노스의 국적에 대한 자료를 제공하는 모든 기관에서는 그가 그리스 사람이라고 말한다. 알렉산드리아에 살면서 그리스 국가대표팀으로 분류된 카스다글리스를 어떤 자료에서는 이집트 선수라고 말하기도 한다.

## 참고 문헌
- 국제 올림픽 위원회 - 1896년 하계 올림픽 테니스 경기 결과 (영어)
- Lampros, S.P.; Polites, N.G.; De Coubertin, Pierre; Philemon, P.J.; & Anninos, C. (1897). 《The Olympic Games: BC 776 – AD 1896》. Athens: Charles Beck. (인용구는  보관됨 2013-01-16 - 웨이백 머신에서 가능)
- Mallon, Bill; & Widlund, Ture (1998). 《The 1896 Olympic Games. Results for All Competitors in All Events, with Commentary》. Jefferson: McFarland. ISBN 0-7864-0379-9. (인용구는 에서 가능)
- Smith, Michael Llewellyn (2004). 《Olympics in Athens 1896. The Invention of the Modern Olympic Games》. London: Profile Books. ISBN 1-86197-342-X.

| 올림픽 테니스 |                                       |           |
|               | 1896년 하계 올림픽 테니스 아테네 1896 | 다음 대회 |
|               | 1896년 하계 올림픽 테니스 아테네 1896 | 파리 1900 |